# Julius Gábriš
Julius Gábriš (sinh ngày 5 tháng 12 năm 1913 tại Tesárske Mlyňany - mất ngày 13 tháng 11 năm 1987 tại Trnava) là một giám mục người Slovakia của Giáo hội Công giáo. Ông nguyên là Giám quản Tông tòa của Tổng giáo phận Trnava trong thời kỳ Tiệp Khắc thuộc chế độ cộng sản kiểm soát.
Julius Gábriš sinh năm 1913 tại Tesárske Mlyňany, ông học Đại học Comenius ở Bratislava và chủng viện ở Trnava. Julius Gábriš được thụ phong linh mục vào  ngày 26 tháng 6 năm 1938 do Giám mục Pavol Jantausch chủ phong. linh mục Julius Gábriš thi hành mục vụ tại Tekovské Šarluhách, Holíč và Stupava. Năm 1951, ông đảm nhận chức vụ trưởng khoa ở Jablonice rồi đến Nové Mesto nad Váhom.
Năm 1969, Ambróz Lazík, giám quản tông tòa của Trnava, qua đời. Giáo hoàng Phaolô VI đã bổ nhiệm Julius Gábriš làm người kế vị. Tuy nhiên việc bổ nhiệm ông không được chính phủ cộng sản ở Tiệp Khắc lúc đó công nhận cho đến 4 năm sau đó. Ngày 03 tháng 3 1973, Julius Gábriš mới được tấn phong giám mục do  bởi Đức Hồng Y Casaroli, František Tomasek, và Trochty. Sau khi bình thường hóa quan hệ năm 1977 giữa Nhà nước Séc và Giáo hội Công giáo, ông đã được nâng lên cấp thành tổng giám mục. ông ấy cũng giám mục chính tòa của giáo phận Decori. Ông mất năm 1987 tại Trnava.